# Боккаччо-70
«Боккаччо-70» (італ. «Boccaccio '70») — італійський кінофільм, що складається із чотирьох повчальних новел, подібних до новел «Декамерона» Джованні Бокаччо, знятих режисерами Маріо Монічеллі, Федеріко Фелліні, Лукіно Вісконті та Вітторіо Де Сіка.

## Сюжет
Усі новели пов'язані однією темою — стосунками між чоловіком і жінкою. Кожна новела є окремим закінченим фільмом.

### Ренцо і Лучана (італ.«Renzo e Luciana»)
Запальна історія про безжурних молодят, що пробивають собі дорогу крізь убогість і свавілля працедавців. Цю новелу не показували у фільмі за межами Італії.
- Режисер — Маріо Монічеллі
- Сценарій — Маріо Монічеллі, Італо Кальвіно, Джованні Арпіно, Сузо Чеккі Д'Аміко
- Оператор — Армандо Наннуцці
- Композитор — П'єро Уміліані
- В ролях: Маріса Солінас — Лучана, Германо Джіліолі — Ренцо, Сузо Чеккі Д'Аміко.

### Спокуса доктора Антоніо (італ.«Le Tentazioni Del Dottor Antonio»)
Сюрреалистичная історія про необхідність цінувати красу, спрямована проти клерикалізму і святенницької моралі.
- Режисер — Федеріко Фелліні
- Сценарій — Федеріко Фелліні, Енніо Флайано, Тулліо Пінеллі, Брунелло Ронді, Гоффредо Парізе
- Оператор — Отелло Мартеллі
- Композитор — Ніно Рота
- В ролях: Аніта Екберґ — Аніта, Пеппіно Де Філіппо — доктор Антоніо, Антоніо Аква — коммендаторе Ла Паппа, Донателла Делла Норе — Донателла, Сільвіо Баголіні, Джакомо Фуріа.

### Робота (італ.«Il Lavoro»)
Історія аристократів, що потерпають від неробства і самотності, вирішуючи свої проблеми пошуком задоволень (чоловік) або прагненням знайти роботу (дружина). Втім, у певний момент їх пошуки приводять їх один до одного.
- Режисер — Лукіно Вісконті
- Сценарій — Сузо Чеккі Д'Аміко, Лукіно Вісконті
- Оператор — Джузеппе Ротунно
- Композитор — Ніно Рота
- В ролях: Ромі Шнайдер — Пупе, Томас Міліан — граф Оттавіо, Ромоло Валлі, Амедео Джірарді, Паоло Стоппа.

### Лотерея (італ.«La Riffa»)
Розповідь про сільську красуню, що прагне вирватися з убогості і глушини задля чого організовує «лотерею».
- Режисер — Вітторіо Де Сіка
- Сценарій — Чезаре Дзаваттіні
- Оператор — Отелло Мартеллі
- Композитор — Армандо Тровайолі
- В ролях: Софі Лорен — Зоя, Луїджі Джуліані — Гаєтано, Альфіо Віта — Куспет, Нандо Ангеліні, Валентіно Маккі.